# ジョー・セイブリー
ジョゼフ・カイン・セイブリー（Joseph Cain Savery , 1985年11月4日 - ）は、アメリカ合衆国・テキサス州ヒューストン出身の元プロ野球選手（投手）。左投左打。

## 経歴

### プロ入り前
2004年、MLBドラフト15巡目（全体448位）でロサンゼルス・ドジャースから指名されたが拒否し、ライス大学へ進学。

### フィリーズ時代
2007年、MLBドラフト1巡目（全体19位）でフィラデルフィア・フィリーズから指名され、7月18日に契約。A-級ウィリアムズポート・クロスカッターズで7試合に登板し、2勝3敗、防御率2.73だった。
2008年はA+級クリアウォーター・スレッシャーズで27試合に登板し、9勝10敗、防御率4.13だった。
2009年はAA級レディング・フィリーズで21試合に登板し、12勝4敗、防御率4.41だった。8月にAAA級リーハイバレー・アイアンピッグスへ昇格。7試合に登板し、4勝2敗、防御率4.38だった。
2010年はAAA級リーハイバレーで28試合に登板し、1勝12敗、防御率4.66だった。
2011年はA+級クリアウォーターで1試合に登板し、6月にAA級レディングへ昇格。6試合に登板し、7月にAAA級リーハイバレーへ昇格。18試合に登板し、4勝0敗2セーブ、防御率1.80だった。9月16日にメジャー初昇格を果たした。9月20日のワシントン・ナショナルズ戦でメジャーデビュー。同点の8回表から登板し、0.1回を投げ1安打無失点で降板した。この年は4試合に登板し、防御率0.00だった。
2012年は開幕ロースター入りを果たしたが、4月15日にAAA級リーハイバレーへ降格。4月21日に昇格したが、5月9日に降格。5月16日に再昇格。6月10日のボルチモア・オリオールズ戦では同点の延長10回裏から登板したが、タイ・ワシントンの失策でランナーを出した後、マット・ウィータースにサヨナラ二塁打を打たれ、初黒星を喫した。6月28日に再び降格した。7月13日に再昇格。7月23日のミルウォーキー・ブルワーズ戦では3点ビハインドの9回表から登板。1回を無失点に抑え、直後の9回裏に一挙4点でサヨナラ勝ちしたため、メジャー初勝利を挙げた。8月1日に再びAAA級へ降格した。この年は19試合に登板し、1勝2敗、防御率5.40だった。
2013年はAAA級リーハイバレーで開幕を迎え、4月19日にメジャー昇格。4月22日に降格し、5月6日に再昇格した。5月10日に再び降格し、5月31日に再昇格した。7月13日のシカゴ・ホワイトソックス戦では勝利を挙げたが、左肘を故障し、7月23日に15日間の故障者リスト入りした。8月23日にAAA級へ降格。9月2日に再昇格。この年は18試合に登板し、2勝0敗、防御率3.15だった。
2014年2月16日にA.J.バーネットの加入に伴いDFAとなった。

### アスレチックス時代
2014年2月17日にウェーバーでオークランド・アスレチックスへ移籍した。3月29日にAAA級サクラメント・リバーキャッツへ異動し、開幕をAAA級で迎えた。5月9日にメジャーへ昇格し、3試合に登板。全て無失点に抑えたが、5月18日にAAA級へ降格した。降格後はAAA級で33試合に登板し、3勝1敗1セーブ、防御率2.48を記録していたが、9月1日にDFAとなり、9月4日にAAA級サクラメントへ降格した。オフの11月4日にFAとなった。

### ホワイトソックス傘下時代
2014年11月20日にシカゴ・ホワイトソックスとマイナー契約を結んだ。2015年3月30日にFAとなった。

## 詳細情報

### 年度別投手成績
| 年 度     | 球 団     | 登 板 | 先 発 | 完 投 | 完 封 | 無 四 球 | 勝 利 | 敗 戦 | セ 丨 ブ | ホ 丨 ル ド | 勝 率 | 打 者 | 投 球 回 | 被 安 打 | 被 本 塁 打 | 与 四 球 | 敬 遠 | 与 死 球 | 奪 三 振 | 暴 投 | ボ 丨 ク | 失 点 | 自 責 点 | 防 御 率 | W H I P |
| --------- | --------- | ----- | ----- | ----- | ----- | -------- | ----- | ----- | -------- | ----------- | ----- | ----- | -------- | -------- | ----------- | -------- | ----- | -------- | -------- | ----- | -------- | ----- | -------- | -------- | ------- |
| 2011      | PHI       | 4     | 0     | 0     | 0     | 0        | 0     | 0     | 0        | 1           | ----  | 9     | 2.2      | 1        | 0           | 0        | 0     | 0        | 2        | 0     | 0        | 0     | 0        | 0.00     | 0.37    |
| 2012      | PHI       | 19    | 0     | 0     | 0     | 0        | 1     | 2     | 0        | 1           | .333  | 108   | 25.0     | 26       | 4           | 8        | 1     | 1        | 16       | 0     | 1        | 17    | 15       | 5.40     | 1.36    |
| 2013      | PHI       | 18    | 0     | 0     | 0     | 0        | 2     | 0     | 0        | 1           | 1.000 | 86    | 20.0     | 15       | 1           | 11       | 0     | 0        | 14       | 0     | 0        | 11    | 7        | 3.15     | 1.30    |
| 2014      | OAK       | 3     | 0     | 0     | 0     | 0        | 0     | 0     | 0        | 0           | ----  | 15    | 4.0      | 3        | 0           | 1        | 0     | 0        | 0        | 0     | 0        | 0     | 0        | 0.00     | 1.00    |
| 通算：4年 | 通算：4年 | 44    | 0     | 0     | 0     | 0        | 3     | 2     | 0        | 3           | .600  | 218   | 51.2     | 45       | 5           | 20       | 1     | 1        | 32       | 0     | 1        | 28    | 22       | 3.83     | 1.25    |

- 2018年度シーズン終了時

### 背番号
- 55 (2011年 - 2013年)
- 50 (2014年)